# Anizy-le-Château (tổng)
Tổng Anizy-le-Château là một tổng ở tỉnh Aisne trong vùng Hauts-de-France.

## Địa lý
Tổng này được tổ chức xung quanh Anizy-le-Château thuộc quận Laon. Độ cao thay đổi từ 52 m (Anizy-le-Château) đến 215 m (Prémontré) với độ cao trung bình 99 m.

## Các đơn vị cấp dưới
Tổng Anizy-le-Château gồm 23 xã với dân số là 10 089 người (điều tra năm 1999, dân số không tính trùng)
| Xã                         | Dân số | Mã bưu chính | Mã insee |
| -------------------------- | ------ | ------------ | -------- |
| Anizy-le-Château           | 1 903  | 2320         | 02018    |
| Bassoles-Aulers            | 144    | 2380         | 02052    |
| Bourguignon-sous-Montbavin | 121    | 2000         | 02108    |
| Brancourt-en-Laonnois      | 675    | 2320         | 02111    |
| Cessières                  | 437    | 2320         | 02153    |
| Chaillevois                | 175    | 2000         | 02155    |
| Chevregny                  | 196    | 2000         | 02183    |
| Faucoucourt                | 280    | 2320         | 02301    |
| Laniscourt                 | 185    | 2000         | 02407    |
| Laval-en-Laonnois          | 213    | 2860         | 02413    |
| Lizy                       | 200    | 2320         | 02434    |
| Merlieux-et-Fouquerolles   | 218    | 2000         | 02478    |
| Monampteuil                | 154    | 2000         | 02490    |
| Mons-en-Laonnois           | 947    | 2000         | 02497    |
| Montbavin                  | 35     | 2000         | 02499    |
| Pinon                      | 1 711  | 2320         | 02602    |
| Prémontré                  | 775    | 2320         | 02619    |
| Royaucourt-et-Chailvet     | 177    | 2000         | 02661    |
| Suzy                       | 270    | 2320         | 02733    |
| Urcel                      | 557    | 2000         | 02755    |
| Vaucelles-et-Beffecourt    | 196    | 2000         | 02765    |
| Vauxaillon                 | 378    | 2320         | 02768    |
| Wissignicourt              | 142    | 2320         | 02834    |

## Biến động dân số
| 1962                                                     | 1968   | 1975   | 1982   | 1990   | 1999   |
| -------------------------------------------------------- | ------ | ------ | ------ | ------ | ------ |
| 9 091                                                    | 10 108 | 10 376 | 10 354 | 10 330 | 10 089 |
| Nombre retenu à partir de 1962 : dân số không tính trùng |        |        |        |        |        |